# 380 Fiducia
380 Fiducia è un asteroide della fascia principale del diametro medio di circa 73,19 km. Scoperto nel 1894, presenta un'orbita caratterizzata da un semiasse maggiore pari a 2,6791703 UA e da un'eccentricità di 0,1133760, inclinata di 6,15583° rispetto all'eclittica.
Il suo nome è dedicato al sentimento della fiducia.